# Stazione di Conselice
La stazione di Conselice è una stazione ferroviaria posta sulla linea Faenza-Lavezzola. Serve il centro abitato di Conselice.

## Movimento
La stazione è servita da treni regionali svolti da Trenitalia Tper nell'ambito del contratto di servizio stipulato con la regione Emilia-Romagna.
A novembre 2019, la stazione risultava frequentata da un traffico giornaliero medio di circa 75 persone (48 saliti + 27 discesi).

## Servizi
La stazione è classificata da RFI nella categoria bronze.